# Lilium lankongense

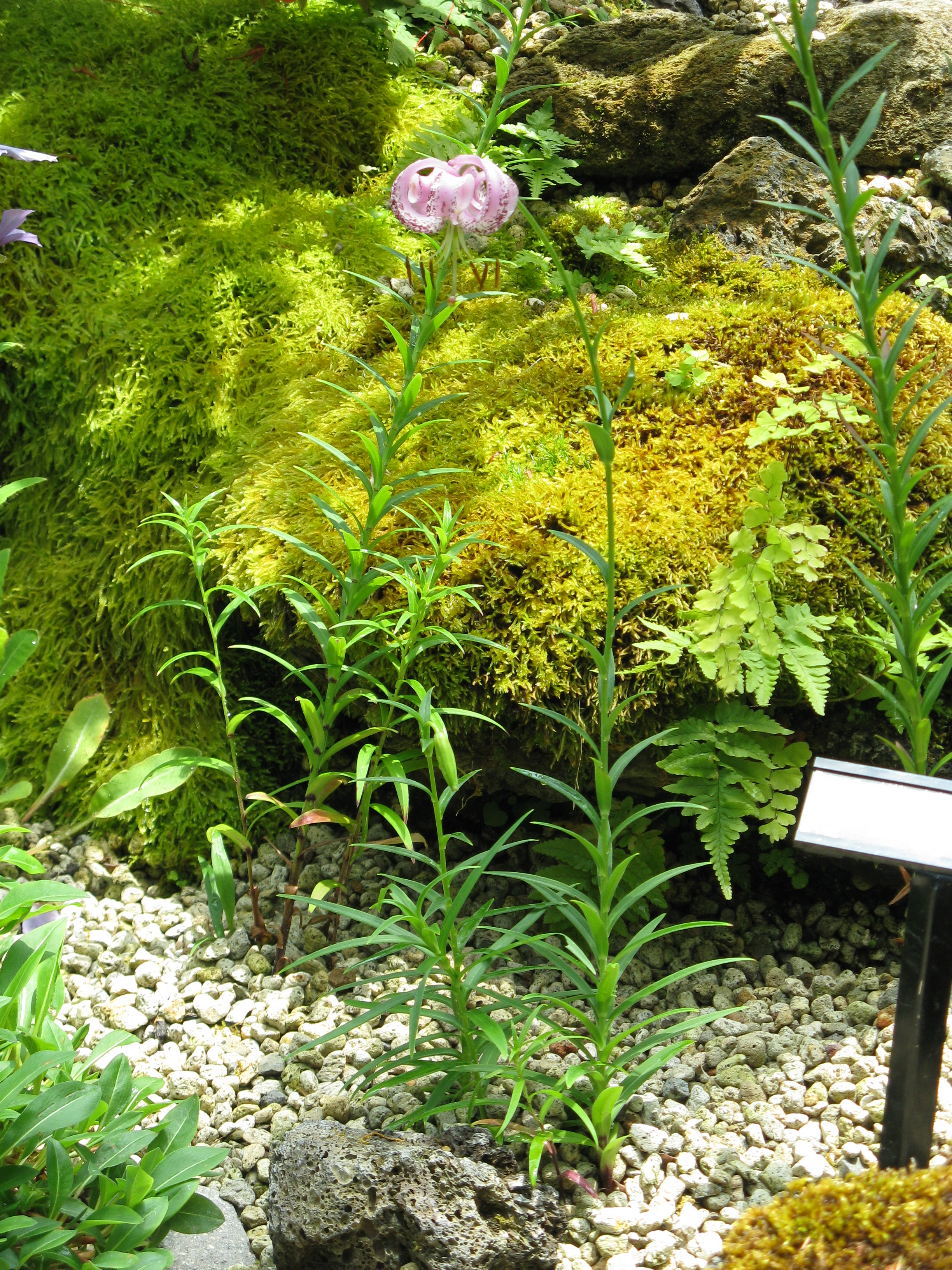
Lilium lankongense.

Lilium lankongense (em chinês: 匍茎百合 | pu jing bai he) é uma espécie de planta com flor, pertencente a família Liliaceae. É endêmica da República Popular da China, com ocorrências na província de Yunnan, e no Tibete. O seu habitat está localizado em uma altitude de 1 800-3 200 metros.